# Chino (vêtement)
Pour les articles homonymes, voir Chino et Slack.
Le chino ou slack est un pantalon en sergé de coton, à l'origine de couleur claire. C'est initialement un vêtement militaire.

## Histoire

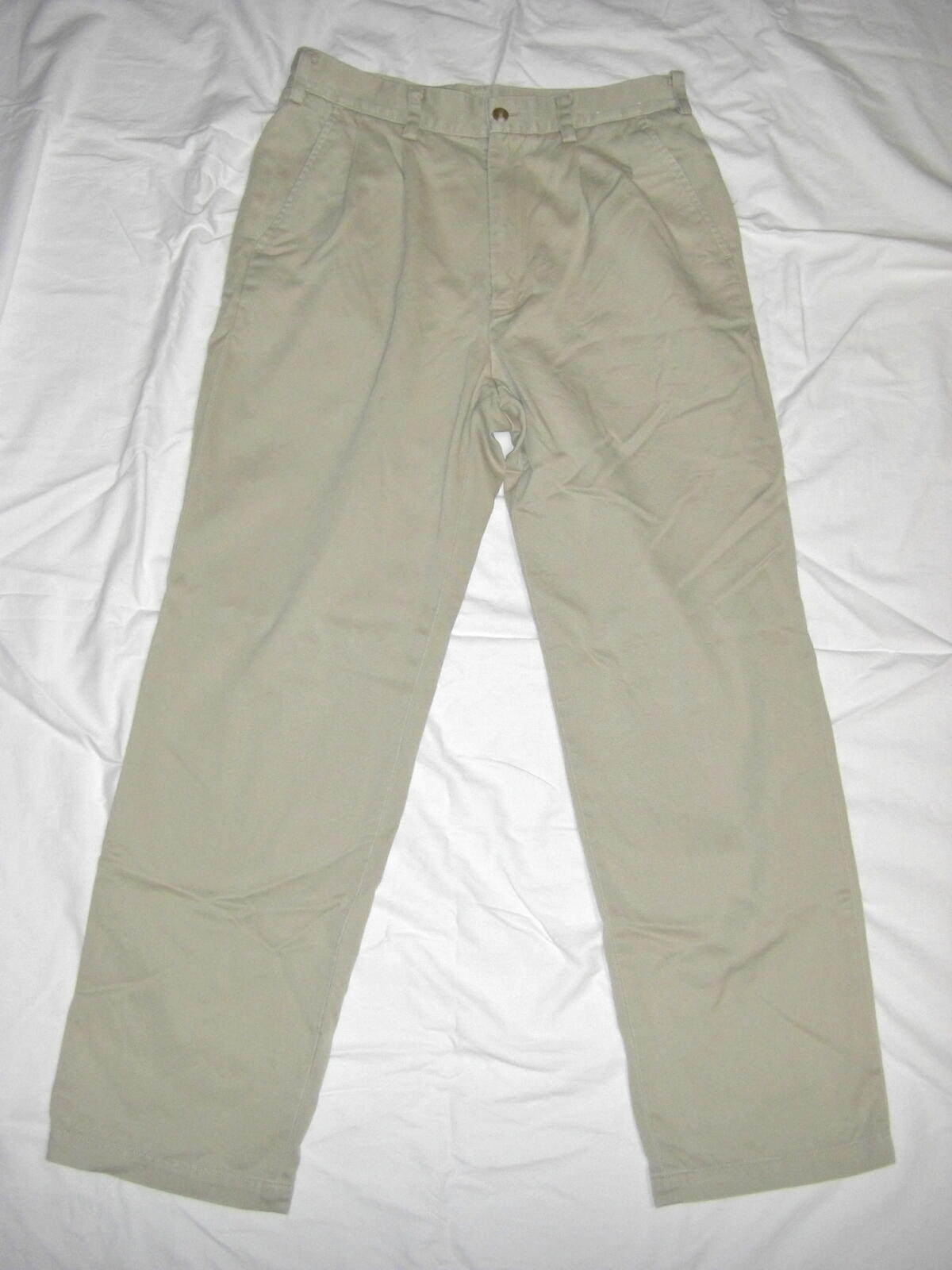
Pantalon chino actuel.

Le chino aurait été créé en Inde au milieu du XIXe siècle pour les troupes coloniales britanniques.
Si l'année (1846) et l'initiateur (Sir Harry Lumsden) sont communes à plusieurs sources, la finalité et la pièce d'origine sont discutées. Pour les uns, il a été procédé à la teinture des pantalons d'uniforme blancs afin de les rendre moins salissants. Pour les autres, c'est un bas de pyjama local qui aurait été teint en beige clair pour équiper les soldats au combat afin de les rendre moins voyants.
L'autre nom utilisé pour désigner cette pièce d'uniforme renvoie à sa couleur ; le mot « kaki » provient d'un terme local signifiant « poussière ». Le kaki a été peu à peu utilisé par l'ensemble des troupes en Inde, puis dans tout l'Empire, jusqu'à devenir la tenue officielle en 1884. Au tournant du XXe siècle, de nombreux pays l'adoptent.
Selon certaines sources, le terme « chino » proviendrait du nom donné aux pantalons acquis sur place par les soldats américains stationnés aux Philippines. Ces vêtements, qui auraient été produits à l'origine à Manchester, y étaient revendus par les marchands chinois de l'île. Ce néologisme daterait, selon des spécialistes, des années suivant la guerre hispano-américaine (1898) ou des années 1930. L’appellation « chino » est l’abréviation du terme espagnol « pantalones chinos » (pantalons chinois), faisant référence à la provenance chinoise de ce tissu Twill. 
Durant la Seconde Guerre mondiale, des millions de soldats de l'US Army portent des chinos en serge Cramerton de 8,2 oz, développée en 1929 par la Cramerton Mills, Inc..

## Usage
Le chino est, avec la chemise madras à carreaux et les tennis blanches ou les mocassins, un incontournable du style Ivy League ou preppy. La loi américaine G.I. Bill, en permettant l'insertion des ex-soldats démobilisés dans le monde des universités, aurait favorisé le développement du port de ce vêtement dans le civil. Au début des années 1950, il représente un assouplissement des règles vestimentaires.
À la fin des années 1980, il gagne en popularité à la faveur du développement du Friday wear.